# 콘라트 베크

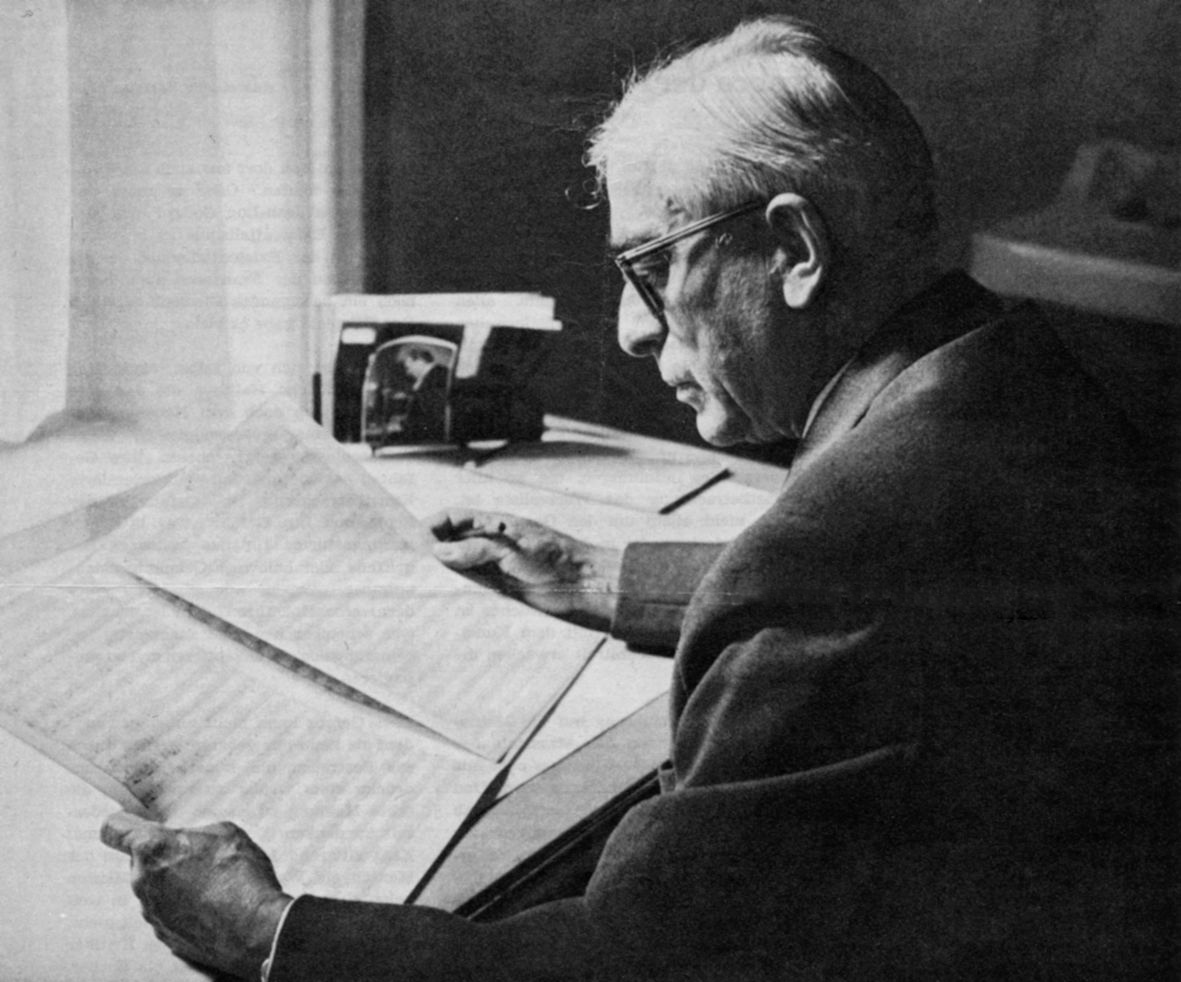

콘라트 베크(Conrad Beck, 1901년 6월 16일 ~ 1989년 10월 31일)는 스위스의 작곡가다.
샤프하우젠에서 태어나 취리히 음악원에서 앙드레에게 사사한 뒤 파리에 유학, 나디아 불랑제의 지도를 받고, 다시 베를린에 유학하여 작풍의 폭을 넓히는 노력을 계속하였다. 1933년 바젤에서 활약하였으나 뒤에 베를린에 살게 되어 그 곳을 중심으로 작곡활동을 하였다. 작품은 1965년까지 7곡을 헤아리는 교향곡을 작곡한 외에 오페라, 칸타타, 오라토리오, 레퀴엠 〈오이디푸스의 죽음〉 등의 대곡, 각종의 협주적 작품, 모음곡, 실내악 등의 기악곡, 또는 발레곡이나 부수음악을 포함하여 거의 모든 분야에 손을 대었다. 그러나 어느 것이나 연주되는 기회를 자주 갖지 못하였고, 작풍이나 텍스처도 짜임새 있는 일관성이 결여되어 있다.